# 5558 Johnnapier
5558 Johnnapier è un asteroide della fascia principale. Scoperto nel 1989, presenta un'orbita caratterizzata da un semiasse maggiore pari a 1,9352406 UA e da un'eccentricità di 0,1126628, inclinata di 23,37941° rispetto all'eclittica.